# Krzysztof Wodziński
Krzysztof Wodziński (ur. 28 marca 1938 w Pabianicach) – polski operator dźwięku.
Absolwent Reżyserii Dźwięku Państwowej Wyższej Szkoły Muzycznej w Warszawie. Nominowany do Polskiej Nagrody Filmowej, Orzeł w 2000 za dźwięk w filmie Ogniem i mieczem.

## Filmografia
jako operator dźwięku:
- Dziewczyny do wzięcia (1972)
- Palec Boży (1972)
- Ziemia obiecana (1974)
- Inna (1976)
- Romans prowincjonalny (1976)
- Palace Hotel (1977)
- Milioner (1977)
- Zamach stanu (1980)
- Wyrok śmierci (1980)
- Wizja lokalna 1901 (1980)
- Czułe miejsca (1980)
- Wilczyca (1982)
- Co dzień bliżej nieba (1983)
- Komediantka (1986)
- Klątwa Doliny Węży (1987)
- Powrót wilczycy (1990)
- Ogniem i mieczem (1999)
- Bajland (2000)
- Kameleon (2001)